# Grosbois
Grosbois ist eine französische Gemeinde mit 257 Einwohnern (Stand: 1. Januar 2022) im Département Doubs in der Region Bourgogne-Franche-Comté.

## Geographie
Grosbois liegt auf 368 m, vier Kilometer westlich von Baume-les-Dames und etwa 24 Kilometer ostnordöstlich der Stadt Besançon (Luftlinie). Das Dorf erstreckt sich in der gewellten Landschaft zwischen den Flusstälern von Doubs und Ognon, an einem nach Südwesten geneigten Hang über dem nördlich an das Doubstal anschließenden Plateau.
Die Fläche des 2,96 km² großen Gemeindegebiets umfasst einen Abschnitt in den äußersten nordwestlichen Höhenzügen des Juras. Der Hauptteil des Gebietes wird von einem Plateau eingenommen, das durchschnittlich auf 340 m liegt und sich nördlich des Doubstals ausbreitet. Es ist überwiegend von Acker- und Wiesland bestanden, zeigt aber auch einige Waldflächen (Bois du Val). Auf dem gesamten Areal gibt es keine oberirdischen Fließgewässer, weil das Niederschlagswasser im verkarsteten Untergrund versickert. Nach Osten erstreckt sich der Gemeindeboden auf die Anhöhe von Grosbois, einen langgezogenen Höhenrücken, der parallel zum Doubstal verläuft. Hier wird mit 436 m die höchste Erhebung von Grosbois erreicht.
Nachbargemeinden von Grosbois sind Baume-les-Dames im Norden und Osten, Fourbanne im Süden sowie Séchin im Westen.

## Geschichte
Im Mittelalter gehörte Grosbois zum Herrschaftsgebiet von Clerval, das seit dem 14. Jahrhundert unter der Oberhoheit der Grafen von Montbéliard stand. Zusammen mit der Franche-Comté gelangte das Dorf mit dem Frieden von Nimwegen 1678 definitiv an Frankreich. Heute ist Grosbois Teil des Gemeindeverbandes Doubs Baumois.

## Sehenswürdigkeiten

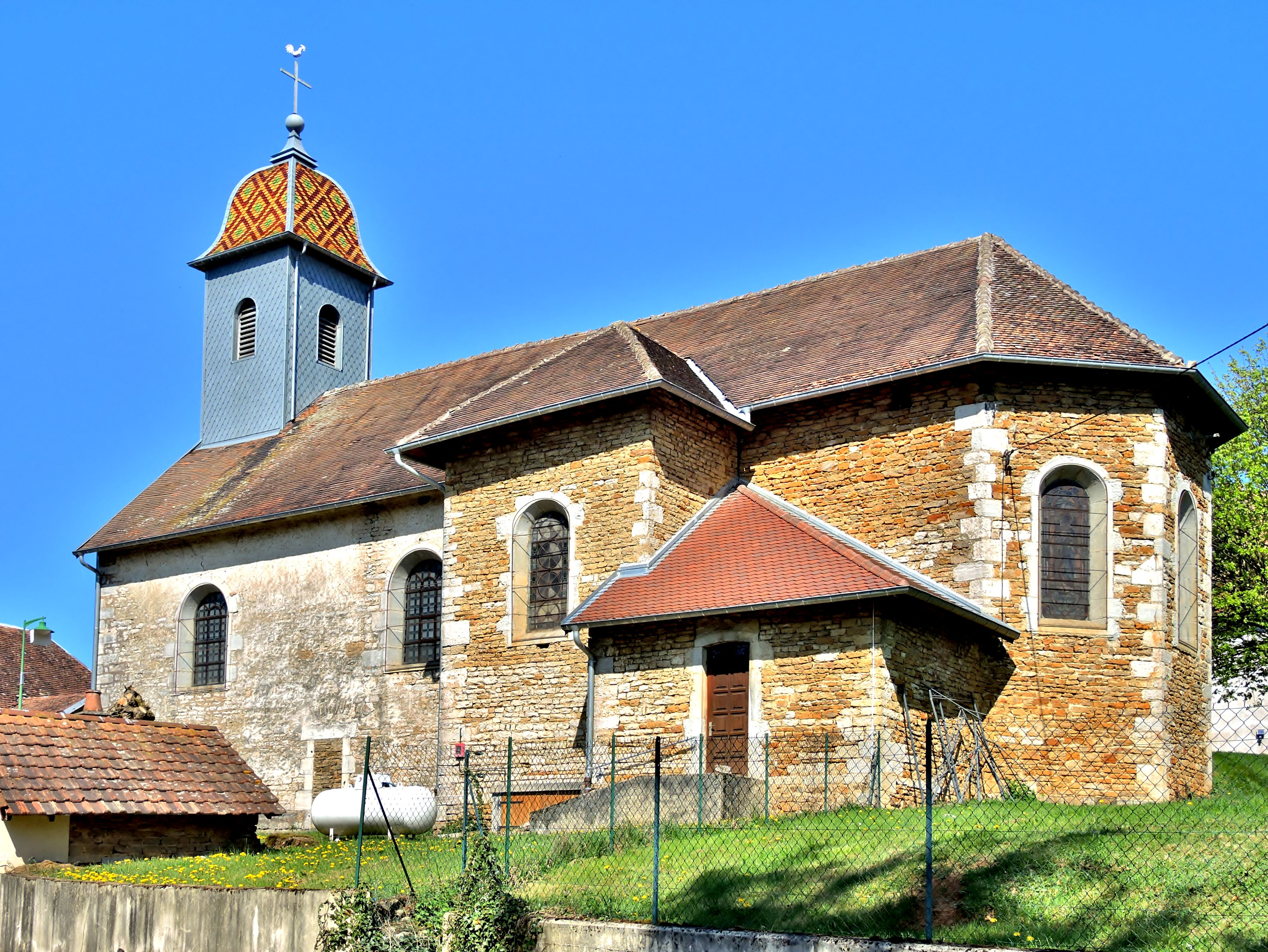
Kirche Saint-Laurent

Die Kirche Saint-Laurent wurde 1786 erbaut und 1880 restauriert; der Glockenturm stammt aus dem Jahr 1904.

## Bevölkerung
| Jahr                       | 1962 | 1968 | 1975 | 1982 | 1990 | 1999 | 2005 | 2016 |
| Einwohner                  | 66   | 79   | 93   | 108  | 124  | 191  | 238  | 235  |
| Quellen: Cassini und INSEE |      |      |      |      |      |      |      |      |

Mit 257 Einwohnern (Stand 1. Januar 2022) gehört Grosbois zu den kleinen Gemeinden des Départements Doubs. Nachdem die Einwohnerzahl in der ersten Hälfte des 20. Jahrhunderts deutlich abgenommen hatte (1891 wurden noch 123 Personen gezählt), wurde seit Mitte der 1970er Jahre wieder ein markantes Bevölkerungswachstum verzeichnet. Seither hat sich die Einwohnerzahl mehr als verdreifacht.

## Wirtschaft und Infrastruktur
Grosbois war bis weit ins 20. Jahrhundert hinein ein vorwiegend durch die Landwirtschaft (Ackerbau, Obstbau und Viehzucht) geprägtes Dorf. Daneben gibt es heute einige Betriebe des lokalen Kleingewerbes. Mittlerweile hat sich das Dorf auch zu einer Wohngemeinde gewandelt. Viele Erwerbstätige sind deshalb Wegpendler, die in den größeren Ortschaften der Umgebung ihrer Arbeit nachgehen.
Die Ortschaft ist verkehrstechnisch gut erschlossen. Sie liegt nahe der Hauptstraße N83, die von Besançon nach Montbéliard führt. Der nächste Anschluss an die Autobahn A36, welche das Gemeindegebiet durchquert, befindet sich in einer Entfernung von ungefähr neun Kilometern. Eine weitere Straßenverbindung besteht mit Fourbanne.

## Sonstiges
Der Handlungsort des ersten Albums der langlebigen Comic-Reihe Die Biber-Patrouille heißt Das Geheimnis von Grosbois und spielt in der Gemeinde.